# Slaget ved Bennington
Slaget ved Bennington var et slag under den amerikanske uafhængighedskrig, der fandt sted den 16. august 1777 i Walloomsac i den nuværende delstat New York ca. ca. 16 km fra byen Bennington i Vermont.
En styrke på ca. 2.000 patrioter primært fra New Hampshire og Massachusetts under ledelse af general John Stark med forstærkninger fra patrioter fra Vermont under ledelse af oberst Seth Warner besejrede overbevisende de britiske styrker under ledelse af John Burgoyne, der var forstærket med canadiere og loyalister.
Slaget var en væsentlig sejr for patrioterne og anses som et vendepunkt under uafhængighedskrigen. Loyalistene led svære tab og førte til, at støtten fra de indfødte amerikanere ophørte, hvilket var medvirkende faktorer til loyalisterne senere nederlag under Saratogafelttoget, der igen første til Frankrigs indtræden på patrioternes side.
| Historie | Spire Denne historieartikel er en spire som bør udbygges. Du er velkommen til at hjælpe Wikipedia ved at udvide den. |

42°56′19″N 73°18′16″V / 42.938611111111°N 73.304444444444°V